# Lija
Lija (em maltês: Ħal Lija) é uma pequena vila na Região Central de Malta. Tem uma população de 3 162 segundo censo de 2021.